# Pierre-Paul Dehérain
Pierre-Paul Dehérain, né le 19 avril 1830 à Paris, ville où il est mort le 7 décembre 1902, est un agronome français.

## Biographie
Il est le fils d'Alexandre Pierre Louis Deherain, conseiller à la cour royale de Paris (1830) et d'Herminie Lerminier.
Après avoir fait ses études secondaires au collège Chaptal, s'être muni de ses deux diplômes de bachelier ès sciences et ès lettres, et être passé par l'École d'administration, il fréquente le laboratoire d'Edmond Frémy au Muséum national d'histoire naturelle, puis occupe la place de préparateur du cours de zoologie appliquée à l'agriculture professé par Émile Baudement au Conservatoire national des arts et métiers. Là, à l'âge de 29 ans, il se fait recevoir docteur ès sciences, avec un travail relatif aux chloro-sels et à l'emploi des phosphates en agriculture.
En 1860, Pierre-Paul Dehérain fit en commun avec Joseph-Charles d'Almeida des recherches sur l’électrolyse d’un mélange d’alcool et d’acide azotique. Entre-temps, il est nommé professeur de chimie au collège Chaptal, puis, en 1864, il quitte le conservatoire pour prendre les fonctions de chargé de cours à l'École d'agriculture de Grignon.
Intimement lié avec Edmond Frémy, son ancien maître, ainsi qu'avec Joseph Decaisne, Dehérain entre au Muséum, en 1872, comme aide-naturaliste et directeur du laboratoire de culture. En 1880, il est nommé par décret professeur de physiologie végétale appliquée à l'agriculture, au même établissement. En 1887, il est élu membre de l'Académie des sciences au siège de Jean-Baptiste Boussingault.
Ses travaux touchent surtout à la physiologie végétale, ainsi qu'à l'agriculture proprement dite, dont il connaissait à fond la pratique et les besoins.
Ses recherches sur l'assimilation des matières minérales par les plantes, qui lui ont valu le prix Bordin en 1866, ses études sur le plâtrage de la terre, la transpiration des feuilles, l'assimilation du carbone et la respiration végétale sont devenues classiques. Ses Mémoires de 1885 et 1886 sur la culture des blés à haut rendement eurent dans le monde agricole un grand retentissement. On lui doit également un grand nombre d'études tirées de ses cultures au champ d'expériences de Grignon (parcelles du dispositif Dehérain initié en 1875), qui toutes ont une haute portée pratique.
Pierre-Paul Dehérain meurt le 7 décembre 1902 en son domicile dans le 8e arrondissement de Paris et est inhumé au cimetière du Père-Lachaise (65e division).
Sur le site de Grignon de l’École d'Agriculture devenu aujourd'hui l’École AgroParisTech, un pavillon avec des laboratoires et un amphithéâtre porte son nom. L’Association "Grignon 2000" constituée par des anciens élèves, des enseignants chercheurs et des amis de Grignon, animée par Hervé Lecesne, ancien élève de la Promotion Grignon 1970, a pour projet de rouvrir le pavillon Dehérain, aujourd'hui fermé, pour y créer en sa mémoire un Centre d'information sur la Forêt et sur l'Eau ouvert au public.

## Famille/Descendance
Son fils François (1877-1962), né d'un second mariage, épouse en premières noces Annie Pétain. Ils sont les parents de Pierre de Hérain (1904-1972).
Il laisse deux autres enfants de ses première et seconde unions : Henri (1867-1941), conservateur de la bibliothèque de l'Institut de France, et Jeanne (née en 1875).

## Publications
- Cours de chimie agricole, Librairie Hachette, 1873
- Évaporation de l'eau par les feuilles, La Nature, no 11, 16 août 1873
- La Ferme de Rothamsted. MM. Lawes et Gilbert, Revue scientifique, no 34, 20 février 1875, no 39, 27 mars 1875, no 46, 15 mai 1875
- La dernière campagne sucrière, Revue scientifique, 19 février 1876
- Sur la respiration des racine, La Nature, no 183, 2 décembre 1876
- La betterave à sucre, Revue scientifique, 12 mai 1877
- Les engrais chimiques dans les années de sècheresse, La Nature, no 216, 21 juillet 1877
- Annales agronomiques, G. Masson, 1875-1902
- La production du blé aux États-Unis, La Nature, no 349, 7 février 1880, no 355, 20 mars 1880
- Origine du carbone des végétaux, Revue scientifique, no 19, 6 novembre 1880, no 20, 13 novembre 1880, no 22, 27 novembre 1880, no 4, 22 janvier 1881, no 6, 5 février 1881
- L'Association française (pour l'avancement des sciences) à Alger, Revue scientifique 21 mai 1881
- Paul Thénard, Revue scientifique 15 novembre 1884
- Culture rémunératrice du blé, La Nature, no 700, 30 octobre 1886 et no 701, 6 novembre 1886
- La fabrication du fumier de ferme, La Science illustrée, no 25, 19 mai 1888
- L'œuvre de Gay-Lussac, Revue scientifique, no 7, 16 août 1890
- Emploi agricole des superphosphates, La Nature, no 914, 6 décembre 1890
- Traité de chimie agricole. Développement des végétaux, terres arables, amendements et engrais Paris, Masson, 1892, Texte en ligne disponible sur LillOnum
- Le fumier de ferme'', Revue scientifique, no 10, 2 septembre 1893
- Les cases de végétation à la station agronomique de Grignon, La Nature, no 1023, 7 janvier 1893
- La disette des fourrages en 1893, La Nature, no 1049, 8 juillet 1893, no 1050, 15 juillet 1893
- Le blé et le foin en 1893, La Nature, no 1057, 2 septembre 1893
- Les eaux de drainage en hiver, La Nature, no 1081, 17 février 1894
- Le travail du sol et la nitrification, Revue scientifique, no 25, 22 juin 1895
- La perméabilité de la terre, La Nature no 1182, 25 janvier 1896
- Cultures dérobées d’automne, La Nature no 1373, 16 septembre 1899
- Inoculation des sols destinés à porter des légumineuses, La Nature no 1500, 22 février 1902 et no 1517, 21 juin 1902
- La culture du blé en France, Revue générale des sciences pures et appliquées — 30 août 1902

## Hommage
Un genre de plantes, Deherainia, de la famille des Theophrastaceae, a été nommé en son honneur par Joseph Decaisne.

## Sources
- Pierre-Paul Dehérain par L. Maquenne, La Nature no 1542 - 13 décembre 1902